# Ochtezeele
Ochtezeele település Franciaországban, Nord megyében. Lakosainak száma 363 fő (2022. január 1.). Ochtezeele Arnèke, Wemaers-Cappel, Zuytpeene, Noordpeene és Rubrouck községekkel határos.

## Népesség
A település népességének változása:
| Lakosok száma | 380  | 383  | 389  | 383  | 383  | 385  | 388  | 375  | 363  |
|               | 2013 | 2015 | 2016 | 2017 | 2018 | 2019 | 2020 | 2021 | 2022 |